# Orcaella heinsohni
Orcaella heinsohni er en nyligt opdaget delfinart fra Australien og Ny Guinea. Den er bl.a. fundet på lavt vand ved en flodudmunding ved byen Townsville i det nordøstlige Australien. Arten blev første gang videnskabeligt beskrevet i 2005. Den er nært beslægtet med irrawaddy-delfinen (Orcaella brevirostris), og ligner den i et vist omfang, blandt andet har de begge et rundt hoved uden tydeligt næb. Indtil for nylig blev de to arter anset for at være identiske. Orcaella heinsohni er trefarvet, mens irrawaddy-delfinen kun har to farver. Derudover udviser også kranium og finner mindre forskelle mellem de to arter.

## Navn
Arten bærer det videnskabelige navn Orcaella heinsohni opkaldt efter den australske hvalforsker George Heinsohn fra Queensland. På engelsk hedder den Australian snubfin dolphin og er på dansk blevet kaldt braknæset delfin. På grund af hovedet er den desuden blevet kaldt verdens grimmeste delfin.

## Eksterne links
- Orcaella heinsohni, Australian Snubfin Dolphin – beskrivelse af den nye delfinart fra MarineBio.org